# Nazionalismo rivoluzionario
Il nazionalismo rivoluzionario, o nazionalismo radicale, è considerata una variante delle posizioni rivoluzionarie che ha come base ideologica il nazionalismo. 
Si pone l'obiettivo di unire una comunità nazionale tramite un progetto e destino unico. 

## Storia
Le origini intellettuali del nazionalismo radicale sono l'Italia e Francia all'inizio del XX secolo e la maggior parte dei movimenti presero vita nella prima metà del secolo; gli esempi più famosi furono il nazionalismo, il fascismo e l'ideologia del Kuomintang durante la guerra civile cinese.

## Descrizione e caratteristiche
I partiti con questa ideologia si propongono l'intento di modificare la società nazionale creando uno "Stato-società" fondato sul popolo, in una sorta di correzione ideologica della rivoluzione francese e del suo "Stato-popolo", profondamente diverso anche dallo "Stato-classe" attuato dalla rivoluzione russa.